# Manoir de la Quaize
Le manoir de la Quaize est un édifice situé à Glos, en France.

## Localisation
Le monument est situé dans le département français du Calvados, à Glos.

## Historique
Le manoir est inscrit au titre des Monuments historiques depuis le 18 juin 1927.